# Мирзаджан Ширази
Хабиболла Мирзаджан аш-Ширази ал-Богнави (XVI век, Шираз — 1585 год, Самарканд) — известный учёный-философ второй половины XVI века, учитель Юсифа Карабаги.

## Биография
Мирзаджан Ширази родился в Ширазе. Он занимался преподаванием в своём родном городе и имел большое количество учеников, стекавшихся к нему из разных районов Ирана. Многие из них обрели впоследствии известность на педагогическом и литературном поприще, избрав предметом своего пера философию и нетолкование философских произведений прежних авторов.
Как и многие представители науки и культуры Ирана, он был подвергнут гонениям со стороны приверженцев шиизма. В поисках условий для занятия науками Мирзаджан вместе со своим учеником после долгих скитаний перебрался в Среднюю Азию. Формирование его как крупного учёного происходило уже здесь, на почве богатых научных, в части философских, традиций Средней Азии. Мирзаджан Ширази, заняв особое место среди учёных-беженцев из Ирана, получил здесь известность под именем «новоявленного муллы» («муллои нав»).
Учёный скончался в Самарканде в 1585 году, в период правления узбекского хана Абдулла-хана II.